# نيشيمي
نَشَم |تر=Niscemi].</ref>|لغ=it|نص=(أو نَشَمَة) (بالإيطالية: Niscemi)‏ هي بلدية في مقاطعة قلعة اليساء}} في صقلية الإيطالية.

## السكان
في سنة 1861 بلغ عدد السكان 9٬138 نسمة، وتطور العدد ليصل في سنة 2011 لـ 27٬975 نسمة.
يظهر هذا المخطط البياني تطور النمو السكاني لـ نيشيمي

## أصل التسمية
اسم هذا المكان مشتق من كلمة عربية كما تجد في لسان العرب:- نشم: النَّشّمُ، بالتحريك: شجر جبليّ تتخذ منه القسيّ، ...واحدتُه نَشَمَةٌ. الأَصمعي: من أشجار الجبل النَّبْع.